# 沈錫周
沈錫周，四川省成都府新繁縣人，清朝政治人物、同進士出身。
光緒六年（1880年），参加庚辰科殿試，登進士三甲第168名。同年五月，著交吏部掣签，分发各省以知县即用。1885年任巴陵县知县